# Charlie Byrd
Charlie Byrd (Suffolk, Virginia, 1925. szeptember 16. – Anapolis, Maryland, 1999. december 2.) amerikai dzsesszgitáros.
Az amerikai jazzgitáros, Charlie Byrd 1961-ben trióval turnézott Dél-Amerikában. Az ott hallható muzsika hatása alá került... Ugyanabban az évben a Brazíliát szintén megjárt Herbie Mann és Dizzy Gillespie is felfigyelt a bossanovában rejlő lehetőségekre.

## Pályakép
Byrd volt a legismertebb – főleg bossanovát játszó – zenész. 1962-ben együttműködött Stan Getz-szel a Jazz Samba album elkészítésében, amivel a bossanovát akkor az észak-amerikai zene főáramlatává tették.

## Lemezek
(válogatás)
- Jazz Recital (Savoy, 1957) + Al Lucas
- Byrd’s Word (OJC, 1958)
- Mr. Guitar (OJC, 1959) + Keter Betts
- The Guitar Artistry of Charlie Byrd (1960), + Keter Betts and Buddy Deppenschmidt
- Blues Sonata (1961), mit Keter Betts and Buddy Deppenschmidt
- Three Guitars (Concord, 1974) + Herb Ellis, Johnny Rae
- Du Hot Club De Concord (Concord, 1995) Hendrik Meurkens, Frank Vignola, Michael Moore
- Laurindo Almeida, Carlos Barbosa-Lima, Charlie Byrd Music of the Brazilian Masters (1997)
- In der Serie 'Jazzplus' (2012)

## Díjak
- 1999: A brazil Rio Branco-rend kitüntetettje
- 1997: deemed a „Maryland Art Treasure” by the Community Arts Alliance of Maryland